# Vân Hà, Đông Anh
Vân Hà là một xã thuộc huyện Đông Anh, thành phố Hà Nội, Việt Nam.

## Địa lý
Xã Vân Hà nằm ở phía đông huyện Đông Anh, cách trung tâm huyện Đông 
Anh 10 km, có vị trí địa lý:
- Phía đông giáp tỉnh Bắc Ninh
- Phía tây giáp xã Liên Hà
- Phía bắc giáp xã Thụy Lâm và tỉnh Bắc Ninh
- Phía nam giáp xã Dục Tú.

Xã Vân Hà có diện tích 5,23 km², dân số năm 2022 là 15.126 người, mật độ dân số đạt 2.892 người/km².

## Hành chính
Xã Vân Hà được chia thành 5 thôn: Cổ Châu, Hà Khê, Thiết Bình, Thiết Úng, Vân Điềm. 

## Lịch sử
Đầu thế kỷ XIX, địa bàn Vân Hà gồm 4 xã: Hà Khê, Thiết Bình, Vân 
Điềm, Thiết Úng thuộc tổng Hà Lỗ, huyện Đông Ngàn, phủ Từ Sơn, trấn Kinh 
Bắc.
Năm 1902, thành lập xã Cổ Châu.
Tháng 3 năm 1946, hợp nhất 4 xã: Thiết Úng, Thiết 
Bình, Cổ Châu, Hà Khê thành xã Thiết Hà Châu. 
Năm 1949, sáp nhập xã Thiết Hà Châu và xã Vân Điềm thành xã Vân Hà 
thuộc huyện Từ Sơn, tỉnh Bắc Ninh.
Ngày 20 tháng 4 năm 1961, Quốc hội ban hành Nghị quyết về việc sáp nhập xã Vân Hà 
thuộc huyện Từ Sơn, tỉnh Bắc Ninh vào thành phố Hà Nội quản lý.
Ngày 31 tháng 5 năm 1961, Hội đồng Chính phủ ban hành 78-CP về việc xã Vân Hà thuộc huyện Đông Anh, thành phố Hà Nội quản lý.

## Kinh tế - xã hội
Vân Hà là tiểu thủ công nghiệp, công nghiệp và dịch vụ. Chủ yếu kinh doanh các mặt hàng đồ gỗ mỹ nghệ cao cấp xuất khẩu trong nước và Trung Quốc.

### Nông nghiệp
Vân Hà có truyền thống sản xuất nông nghiệp lâu đời, người dân có nhiều kinh nghiệm trong việc phát triển nghề nông nghiệp của mình. Đối với trồng trọt, người Vân Hà trồng lúa nước từ thời An Dương Vương, ngô, khoai, đậu, lạc... Về chăn nuôi là lợn, gà, ngan vịt, trâu bò. Đây là những sản phẩm đáp ứng nhu cầu của người dân. Hiện tại, việc trồng trọt, chăn nuôi chủ yếu tự cung tự cấp lương thực, thực phẩm trong gia đình mà không sản xuất hàng hoá. Nghề nông nghiệp của Vân Hà đang dần dần mai một, hiện tại người dân chủ yếu trồng lúa nước hai vụ, vụ đông hầu như không trồng mà để đất bỏ hoang. Việc phân công lao động của Vân Hà diễn ra khá mạnh, việc sản xuất đa phần là thuê mướn do dân cư làm nghề nông rất ít và chủ yếu là phụ nữ, đàn ông Vân Hà rất ít khi ra ruộng, cấy cày, gặp hái mà chủ yếu ở nhà sản xuất tiểu thủ công nghiệp.

### Tiểu thủ công nghiệp, làng nghề
Dân Vân Hà nổi tiếng khéo tay, có con mắt nghệ thuật cao. Sản phẩm đồ gỗ mỹ nghệ truyền thống là sự kết hợp khéo léo giữa chất liệu tự nhiên là gỗ với bàn tay khối óc của người thợ. Mỗi sản phẩm làm ra đều đánh dấu sự phân công lao động hợp lý, kết hợp với đồ hoạ, kiến trúc tỉ mỉ của con người.
Công đoạn làm đồ gỗ:
- Thứ nhất là xử lý gỗ nguyên liệu, gỗ được chọn kỹ lưỡng, loại bỏ rác gỗ (đây là phần gỗ non, bên ngoài cây gỗ, rác này dễ mục và không đảm bảo chất lượng khi làm sản phẩm) sau đó, được luộc nhiều ngày để đảm bảo gỗ không bị cong vênh do thời tiết nóng ẩm ở Việt Nam.
- Thứ hai, pha gỗ: Đây là công đoạn hết sức phức tạp. Người thợ pha gỗ phải có kinh nghiệm, có óc tổng hợp, phân tích sản phẩm. Công đoạn này phân chia những cây gỗ lớn thành các thanh gỗ phù hợp với từng loại sản phẩm giống như người đầu bếp sơ chế nguyên liệu, đưa các loại gia vị vào món ăn. Đây là khâu quan trọng để tiết kiệm nguyên liệu đầu vào do gỗ nguyên liệu là gỗ quý có giá thành rất cao, nguyên liệu đầu vào chiếm một tỷ trọng lớn trong gía thành sản phẩm. Nếu không biết pha gỗ thì sản phẩm sẽ có chỗ thừa chỗ thiếu, sản phẩm làm ra sẽ rất xấu không đảm bảo chất lượng.
- Đục trạm, khảm. Những thanh gỗ sau khi được pha chế sẽ được những người thợ đục, thợ khảm sẽ đục và khảm lên những thanh gỗ đó những hoa văn hoạ tiết trang trí như: Long, Ly, Quy, Phượng, tùng, cúc, trúc, mai, phúc lộc thọ... để tạo cho sản phẩm sau này có được những nét mềm mại, đẹp mắt.
- Làm ngang. Những thanh gỗ được đục mộng lắp ghép vào nhau, được bào kỹ làm cho thanh gỗ phẳng, mịn và bóng lên để dựng thành sản phẩm. Sau đó, sản phẩm được đánh giấy giáp 02 lượt (một lần đánh giấy giáp ướt, một lần đánh giấy giáp khô.Song công đoạn này, sản phẩm cơ bản được hình thành, gọi là đồ môc.Về kích thước sản phẩm cao, rộng, dài là số lẻ, không được dùng số chẵn.

Công đoạn hoàn thiện sản phẩm: Đồ mộc sau quá trình làm ngang được đánh thuốc màu cho bóng mịn, những hoạ tiết hoa văn nổi bật lên, sản phẩm hoàn thiện lúc này sẽ đến tay người tiêu dùng.
Về đồ nghề làm sản phẩm: Máy cưa, cưa tay, bào,máy bào, lu, đục,...
Về phân công lao động: Thông thường xã Vân Hà phân ra các làng chuyên như: thôn Thiết Bình chuyên đi mua bán nguyên liệu gỗ từ Lào hoặc ở miền Trung, Tây Nguyên, làm sản phẩm là tủ, ghế... Thôn Thiết Úng chuyên làm tượng như: tượng Quan Âm, di lạc,... Hà Khê chuyên làm khung gương, ghế,... Người già, trẻ em đánh giấy giáp, thanh niên đàn ông làm ngang, làm đục, phụ nữ đánh giấy giáp, gọt hàng (qua công đoạn đục thô thì gọt) hoàn thiện sản phẩm.
Những năm gần đây kinh tế của xã Vân Hà phát triển mạnh mẽ. Hàng nghìn xưởng thợ thủ công ra đời tại các thôn thu hút một lượng lớn người thợ ở các nơi như Hà Tây (cũ), Ninh Bình, Tuyên Quang, Vĩnh Phúc, Thái Nguyên. Hiện tại, dân nhập cư còn lớn hơn so với dân số hiện tại của xã. Với sự phát triển vượt bậc về kinh tế, người dân có điều kiện xây nhà cao tầng, biệt thự, mua sắm ôtô, xe máy và các trang thiết bị đồ dùng sinh hoạt. Con em trong xã được học hành, giao thông thôn xóm cải thiện.
Dân cư: Vân Hà là địa bàn sinh sống của người Việt lâu đời. Trong cả xã có nhiều dòng họ như Đỗ, Đào Công, Nguyễn Hữu, Nguyễn Văn, Nguyễn Đức, Nghiêm Thọ, Đào, Nguyễn Đắc, Nghiêm Hữu, Nguyễn Chu, Nguyễn Xuân, Nguyễn Đình... Xét về việc đặt tên cho con thì người Vân Hà có cách đặt tên rất đặc biệt. Đối với con trai, thì thông thường ông bà nội chứ bố mẹ không đặt tên cho con, và tên con cái không được trùng tên Thành hoàng làng, ông bà, cô chú, bác trong. Và tên của người con trai thường có ba chữ: Họ + tên, ví dụ tên Sáng, họ Nguyễn Hữu thì cả tên là Nguyễn Hữu Sáng; tên Hải, họ Nguyễn Văn thì họ tên là Nguyễn Văn Hải, tên Chiến, họ Nguyễn Đình thì họ tên là Nguyễn Đình Chiến,tên Nam họ Đỗ thì họ tên là Đỗ Hoàng Nam,... Đối với tên con gái thì đa số đặt tên Nguyễn Thị cho dù họ bố có là Nguyễn Đức, Nguyễn Xuân đi nữa,...
Thôn Thiết Bình là trung tâm của xã, là nơi đặt cơ quan hành chính của xã UBND xã Vân Hà, Hội đồng Nhân dân xã Vân Hà, Trường cấp I, cấp II xã Vân Hà, Bưu điện Văn hoá xã Vân Hà.